# Рудольф Бахерер
Рудольф Густав Моріц Бахерер (нім. Rudolf Gustav Moritz Bacherer; 19 червня 1895, Пфорцгайм — 6 липня 1964, Бад-Кроцінген) — німецький офіцер, оберст резерву вермахту. Кавалер Лицарського хреста Залізного хреста з дубовим листям.

## Біографія
Учасник Першої світової війни. В 1919 році демобілізований. В 1935 році повернувся в армію, служив в 156-му розвідувальному батальйоні. Учасник Польської і Французької кампаній, а також Німецько-радянської війни. З 5 червня 1942 року — командир 234-го піхотного полку 56-ї піхотної дивізії. 6 жовтня 1942 року важко поранений і лише 4 січня 1943 року повернувся в свій полку. В жовтні 1943 року знову важко поранений, а його полк був практично повністю знищений радянськими військами. З 5 грудня 1943 року — командир 1049-го гренадерського полку 77-ї піхотної дивізії у Франції. Відзначився у боях в Котантені у червні 1944 року. 15 серпня 1944 року взятий у полон американськими військами. 19 липня 1947 року звільнений.

## Звання
- Лейтенант (1914)
- Оберлейтенант резерву (20 вересня 1935)
- Ротмістр резерву (1 жовтня 1937)
- Майор резерву (9 грудня 1941)
- Оберстлейтенант резерву (11 вересня 1942)
- Оберст резерву (10 липня 1942)

## Нагороди
- Залізний хрест
  - 2-го класу (27 січня 1915)
  - 1-го класу (31 липня 1918)
- Орден Церінгенського лева, лицарський хрест 2-го класу з мечами (15 липня 1918)
- Почесний хрест ветерана війни з мечами (1934)
- Медаль «За вислугу років у Вермахті» 4-го класу (4 роки)
- Застібка до Залізного хреста
  - 2-го класу (1 червня 1940)
  - 1-го класу (1 вересня 1940)
- Німецький хрест в золоті (29 січня 1942)
- Медаль «За зимову кампанію на Сході 1941/42»
- Нагрудний знак «За поранення» в чорному
- Лицарський хрест Залізного хреста з дубовим листям
  - лицарський хрест (30 жовтня 1943)
  - дубове листя (№550; 11 серпня 1944)
- Відзначений у Вермахтберіхт (10 липня 1944)